# Жагуаре
Жагуаре (порт. Jaguaré)  —  муниципалитет в Бразилии, входит в штат Эспириту-Санту. Составная часть мезорегиона Северное побережье штата Эспириту-Санту. Входит в экономико-статистический  микрорегион Сан-Матеус. Население составляет 21 379 человек на 2006 год. Занимает площадь 720,4 км². Плотность населения — 32,6 чел./км².

## История
Город основан 13 декабря 1981 года.

## Статистика
- Валовой внутренний продукт на 2003 составляет 212.344.460,00 реалов (данные: Бразильский институт географии и статистики).
- Валовой внутренний продукт на душу населения на 2003 составляет 10.340,61 реалов (данные: Бразильский институт географии и статистики).
- Индекс развития человеческого потенциала на 2000 составляет 0,691 (данные: Программа развития ООН).